# Alar Kotli
Alar Kotli (* 27. August 1904 in Väike-Maarja; † 4. Oktober 1963 in Tallinn) war ein estnischer Architekt.

## Leben
Alar Kotli wurde in die Familie eines Küsters geboren. Von 1915 bis 1922 besuchte er das Gymnasium in Rakvere. Kotli lernte 1922/23 an der Kunstschule Pallas in Tartu Bildhauerei und an der Universität Tartu Mathematik. Von 1923 bis 1927 studierte er das Fach Architektur an der Technischen Hochschule in Danzig, wo er bis 1928 Universitätsassistent war. Von 1930 bis 1937 war Kotli in verschiedenen estnischen Ministerien beschäftigt, bevor er von 1937 bis 1940 als stellvertretender Direktor der staatlichen Baufirma Ehitaja (deutsch Erbauer) tätig war. Von 1941 bis 1944 war er Abteilungsleiter bei der Bauverwaltung.
Nach dem Zweiten Weltkrieg war Kotli von 1944 bis 1958 beim staatlichen estnischen Bauunternehmen Estonprojekt angestellt, ab 1955 mit dem Titel eines Chefarchitekten. 1945 wurde er Mitbegründer der Architektenvereinigung der Estnischen SSR, deren Vorsitzender er bis 1950 war. Von 1955 bis 1963 war er Vizepräsident der Vereinigung. Von 1961 bis 1963 leitete Kotli den Lehrstuhl für Architektur des Staatlichen Kunstinstituts der Estnischen SSR.
1947 wurde Alar Kotli der Titel eines Verdienten Kunstschaffenden der Estnischen SSR verliehen. 1965 erhielt er postum den Staatspreis der Estnischen SSR.
Er war einer der berühmtesten Architekten seiner Zeit. Alar Kotli liegt heute auf dem Waldfriedhof Tallinn begraben.

## Architektonisches Werk (Auswahl)
- Holzkirche von Mõisaküla (1933)
- Paulus-Kirche von Rakvere (1940, unvollendet)
- Gymnasium in Rakvere (1935–1938)
- Schulhaus in Tapa (1936–1939)

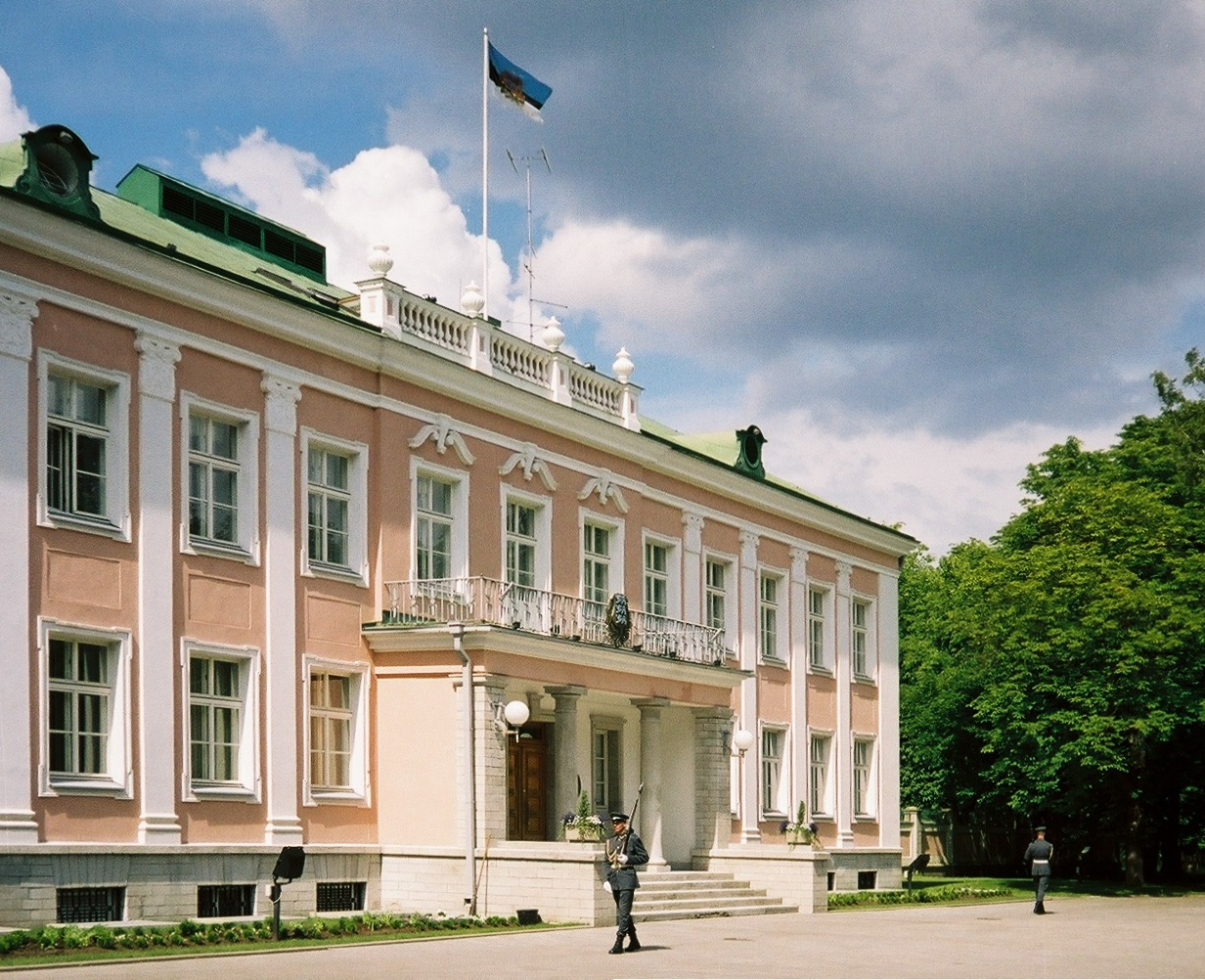
Heutiger Amtssitz des estnischen Staatspräsidenten

- (heutiger) Amtssitz des estnischen Staatspräsidenten (gemeinsam mit Olev Siinmaa, Tallinn, Stadtteil Kadriorg, 1938)
- Hauptgebäude der Pädagogischen Universität Tallinn (gemeinsam mit Erika Nõva, 1938–1940)
- Bankhaus in Pärnu (gemeinsam mit Anton Soans, 1939/40)
- Sitz der Kaitseliit in Tartu (gemeinsam mit Elmar Lohk, 1940)
- Wiederaufbau des Theater- und Konzertsaals der Staatsoper Estonia in Tallinn (gemeinsam mit Edgar Johan Kuusik, 1945–1950)
- Gebäude der Kunststiftung der Estnischen SSR (Eesti NSV kunstifond) (Tallinn, Siegesplatz, heute Freiheitsplatz, 1949–53)
- Tallinner Sängerbühne im Stadtteil Kadriorg (gemeinsam mit Henno Sepmann und Endel Paalmann, 1958/60)

Daneben plante und baute Kotli zahlreiche Wohnhäuser, designte Möbel und gestaltete zahlreiche Gedenktafeln.
Alar Kotli war vor dem Zweiten Weltkrieg stark dem Funktionalismus verpflichtet. Seine Planungen für die Büroräume des estnischen Staatspräsidenten (heute Amtssitz des Staatspräsidenten) vom Ende der 1930er Jahre zeugen vom Einfluss des Historismus. Mit der sowjetischen Besetzung Estlands wandte er sich in den 1950er und 1960er Jahren immer mehr dem sogenannten Brutalismus zu.